# Логе
Логе или или Сатурн XLVI (условно означение S/2006 S 5) е естествен спътник на Сатурн. Откритието му е обявено от Скот Шепърд, Дейвид Джуит, Ян Клайн и Брайън Марсдън на 26 юни 2006 от наблюдения направени между януари и април 2006. Логе е с диаметър около 6 км и в орбитира около Сатурн на средна дистанция 23 142.0 млн. мили за 1314,364 дни, при инклинация 166,5° към еклиптиката в ретроградно направление с ексцентрицитет 0,1390. Наименована е през април 2007 на Логе (също може да се произнесе Логи), огнен гигант от Норвежката митология, син на Форнджот, понякога объркван с бога Локи.